# Anita Thallaug
Anita Thallaug, född 14 februari 1938 i Bærum, Norge, död 20 mars 2023, var en norsk skådespelare och sångare, syster till sångaren och skådespelaren Edith Thallaug.

## Karriär
Under namnet Vesla Rolfsen debuterade hon 1945, sju år gammal, på teatern Edderkoppen i Oslo i en barnrevy av Leif Juster, där hon sjöng Bach/Gounods "Ave Maria". Som Vesla Rolfsen spelade hon också in skivor som "Det gjør Vesla så gjerne" och "Gid så stor du har blitt" (1949).
Hon förekom flitigt i NRK, särskilt i barnprogram. Thallaug gjorde Alices röst i den första norska versionen av Disneys Alice i Underlandet (1951). Genom hela uppväxten hade hon balett-, sång- och pianolektioner och var med i flera barnrevyer.
Thallaug vuxendebuterade under eget namn på Chat Noir i Oslo 1957. Samma år var hon den första nakna norska skådespelaren på film, dock filmad på behörigt avstånd, som blondinen i den amerikanska Blondin i fara (Blonde in Bondage), som har en viss kultstatus i USA (DVD 2003). Hon har spelat musikalhuvudroller i My Fair Lady och Fantasticks och medverkat i flera filmer.
Av ett tiotal singlar 1958–1966, blev "Velg April" ("April Love", 1958) och "Elisabeth Serenade" (ca. 1961) hittar i radio. Hon gjorde en norsk version av Monica Zetterlunds "Sakta vi gå genom stan" ("Sakte vi går gjennom by'n"). Thallaug sjöng i Norges bidrag till Eurovision Song Contest 1963, "Solhverv". Den fick 0 poäng och Norge hamnade på delad 13:e plats tillsammans med Sverige, Finland och Nederländerna.
Personliga problem, som hon skrivit om i självbiografin Veien mot nord (1978), gjorde att hon mer eller mindre drog sig tillbaka i mitten på 1960-talet. Hon bosatte sig i Nord-Norge och gjorde lokala uppträdanden, särskilt i radio- och kyrkokonserter, och dök emellanåt upp i TV. Från 1988 har hon varit bosatt på Østlandet och har uppträtt i flera TV-program. 1998 firade hon sextioårsdagen med cd:n Me, And My Friends!, där hon sjunger jazz med Halvard Kausland, Steinar Brenna kvintett och Holmestrand Storband.

### Personlig liv
Anita var gift med Knut Jernberg Heim (1934-2014). De förblev gifta till Heims död 2014.
Paret hade två döttrar, Ann-Karin och Lizbeth Marie.

## Filmografi
Enligt Internet Movie Database:
- 1954 – I moralens navn
- 1957 – Blondin i fara
- 1962 – Stackars stora starka karlar
- 1964 – Klokker i måneskinn
- 1990 – Den spanske flue (TV)